# Johnny Jenkins
Johnny Jenkins (Swift Creek, Georgia, 5 de marzo de 1939 - 26 de junio de 2006) fue un cantante y guitarrista estadounidense.
Jenkins estuvo muy vinculado desde joven a Otis Redding con quien hizo trabajos diversos con los Pinnetoppers. En 1962, Otis y Jenkins acudieron a una prueba juntos de la que saldría These arms of mind, una balada en la que Jenkins destacó su personalidad propia como guitarrista. Sin embargo, la carrera de ambos juntos no se materializó y mantuvieron una distancia, incluso odio, el uno por el otro. Mientras que Otis alcanzaba el éxito, Jenkins había de pelear cada actuación que conseguía. Se había encontrado también con Jimi Hendrix, con quien tampoco terminó de congeniar, aunque muchos recursos de éste estaban tomados de Jenkins. Grabó algunos trabajos en solitario destacables como Blessed blues o Handle with care con el sello Capricorn Records.